# Denkmal Friedrichs des Großen (Torgau)

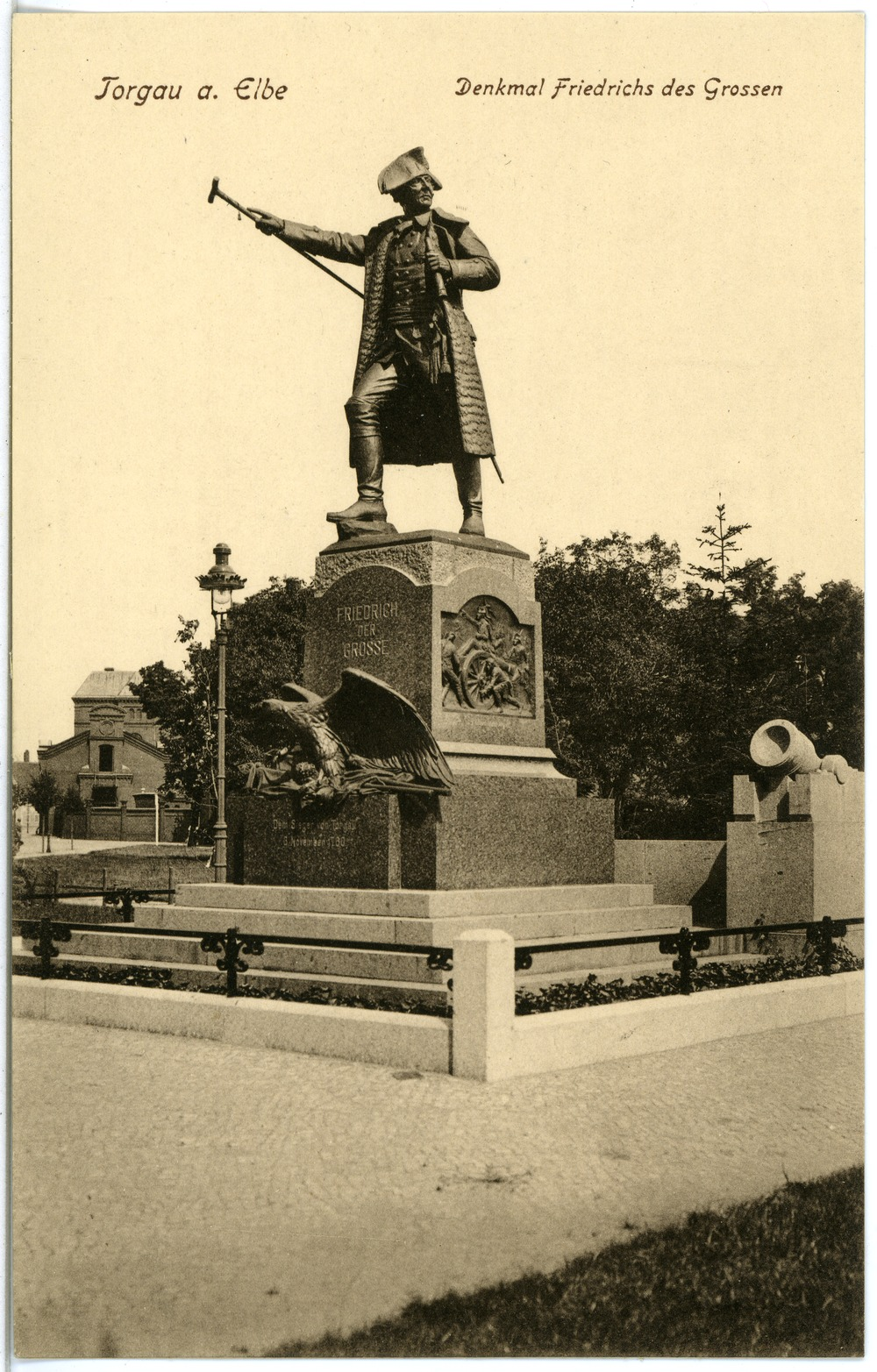
Denkmal Friedrichs des Großen, 1914

Das Denkmal Friedrichs des Großen in Torgau bestand von 1912 bis 1946.

## Geschichte
1912 wurde auf Initiative des Altertumsvereins zu Torgau ein Denkmal für den preußischen König Friedrich II. auf dem Friedrichplatz eingeweiht. Der Entwurf war von dem Bildhauer Hans Arnold. Es war der Erinnerung an die letzte Schlacht des Siebenjährigen Krieges bei Torgau am 3. November 1760 gewidmet.
Etwa 1947 wurde das Denkmal mit Hilfe eines schweren Fahrzeuges mit einem Stahlseil um die Schulter vom Sockel geholt. Danach verschwand es, es gibt keine Informationen über den Verbleib.

## Beschreibung
Das Denkmal Friedrichs des Großen stand auf dem Friedrichplatz, umgeben von bebauten Straßen.
Die Statue stand auf einem Sockel mit der Inschrift „Friedrich der Grosse“ (in Großbuchstaben), davor saß ein Adler mit ausgebreiteten Flügeln über einer weiteren Inschrift „Dem Sieger von Torgau 3. November 1760“.
Der König zeigte mit seinem Stock zu den Süptitzer Höhen, die Körperhaltung mit einem Schritt nach vorne war dynamischer als bei allen anderen bekannten Friedrichsdenkmälern.
1937 wurde das Denkmal offenbar mit mehreren Strahlern beleuchtet.